# Виттенбах (Санкт-Галлен)
Виттенбах (нем. Wittenbach SG) — коммуна в Швейцарии, в кантоне Санкт-Галлен.
Входит в состав округа Санкт-Галлен. Население составляет 8661 человек (на 31 декабря 2006 года). Официальный код — 3204.